# Fabian Biörck
Carl Fabian Biörck, detto Fabbe (Jönköping, 21 ottobre 1893 – Malmö, 27 settembre 1977), è stato un ginnasta svedese.

## Palmarès

### Olimpiadi
- 1 medaglia:
  - 1 oro (Anversa 1920 nel concorso svedese a squadre)